# Thailand Futsal League
Die Thailand Futsal League ist eine Liga in Thailand, in welcher die Sportart Futsal ausgetragen wird.
Eingeführt wurde die Liga 2007. Es gibt sowohl eine Liga für Männer als auch für Frauen. Da die Thailändische Futsalnationalmannschaft
schon seit Jahren den Futsal im südostasiatischen Raum dominiert, war es nur eine Frage der Zeit, bis man eine nationale Liga schaffen würde.
Die Liga untersteht der Football Association of Thailand.

## Männer

### Meisterschaftshistorie
| Saison  | Meister                       | 2. Platz                       | 3. Platz                       |
| ------- | ----------------------------- | ------------------------------ | ------------------------------ |
| 2006    | Chonburi Bluewave Futsal Club | TOT Futsal Club                | I Am Sport Futsal Club         |
| 2007    | Port Futsal Club              | Chonburi Bluewave Futsal Club  | CAT Telecom Futsal Club        |
| 2009    | Chonburi Bluewave Futsal Club | CAT Telecom Futsal Club        | I Am Sport Futsal Club         |
| 2010    | Chonburi Bluewave Futsal Club | Port Futsal Club               | CAT Telecom Futsal Club        |
| 2011/12 | Chonburi Bluewave Futsal Club | Lampang United Futsal Club     | Port Futsal Club               |
| 2012/13 | Chonburi Bluewave Futsal Club | Port Futsal Club               | Sripatum Sisaket Futsal Club   |
| 2014    | Chonburi Bluewave Futsal Club | Port Futsal Club               | Rajnavy Futsal Club            |
| 2015    | Chonburi Bluewave Futsal Club | Bangkok BTS Futsal Club        | Port Futsal Club               |
| 2016    | Chonburi Bluewave Futsal Club | Port Futsal Club               | Bangkok BTS Futsal Club        |
| 2017    | Chonburi Bluewave Futsal Club | Port Futsal Club               | Bangkok BTS Futsal Club        |
| 2018    | Port Futsal Club              | Chonburi Bluewave Futsal Club  | Surat Thani Futsal Club        |
| 2019    | Port Futsal Club              | Chonburi Bluewave Futsal Club  | Surat Thani Futsal Club        |
| 2020    | Chonburi Bluewave Futsal Club | Port Futsal Club               | CAT Telecom Futsal Club        |
| 2021    | Chonburi Bluewave Futsal Club | Hongyen Thakam Futsal Club     | Bangkok BTS Futsal Club        |
| 2022    | Port Futsal Club              | Hongyen Thakam Futsal Club     | Black Pearl United Futsal Club |
| 2023    | Hongyen Thakam Futsal Club    | Black Pearl United Futsal Club | Chonburi Bluewave Futsal Club  |
| 2024    | Hongyen Thakam Futsal Club    | Port Futsal Club               | Chonburi Bluewave Futsal Club  |

### Rangliste
| Platz | Mannschaft                    | Anzahl | Saison                                                                     |
| ----- | ----------------------------- | ------ | -------------------------------------------------------------------------- |
| 1.    | Chonburi Bluewave Futsal Club | 9      | 2006, 2009, 2010, 2011–2012, 2012–2013, 2014, 2015, 2016, 2017, 2020, 2021 |
| 2.    | Port Futsal Club              | 4      | 2007, 2018, 2019, 2022                                                     |
| 3.    | Hongyen Thakam Futsal Club    | 1      | 2023, 2024                                                                 |

## Frauen

### Vereine 2019
- Amazon Blue Wave
- Kamphaeng Phet Rajabhat University
- The T-Rexor The College of Asian Scholaras
- กรุงเทพมหานคร
- Kasem Bundit University Futsal Club
- Ratchaburi Lady Futsal Club
- The Sports Association of Chonburi Province
- Pathum Thani University

### Meisterschaftshistorie
| Saison  | Meister             | 2. Platz                           | 3. Platz                                   |
| ------- | ------------------- | ---------------------------------- | ------------------------------------------ |
| 2006/07 | Bandit Asia T-Rexor | Banglen PTT Dynamic                | Chonburi Blue Wave                         |
| 2007/08 | Bandit Asia T-Rexor | Banglen PTT Dynamic                | Chonburi Blue Wave                         |
| 2019    | Amazon Blue Wave    | Kamphaeng Phet Rajabhat University | The T-Rexor The College of Asian Scholaras |